# Raducz
Raducz est un village du centre de la Pologne, situé entre Rawa Mazowiecka et Skierniewice, sur la rivière Rawka.
Il est situé dans la voïvodie de Łódź (Powiat de Skierniewice).
Il a été fondé au XVIIIe siècle.
La population de Raducz était de 35 habitants en 2004.

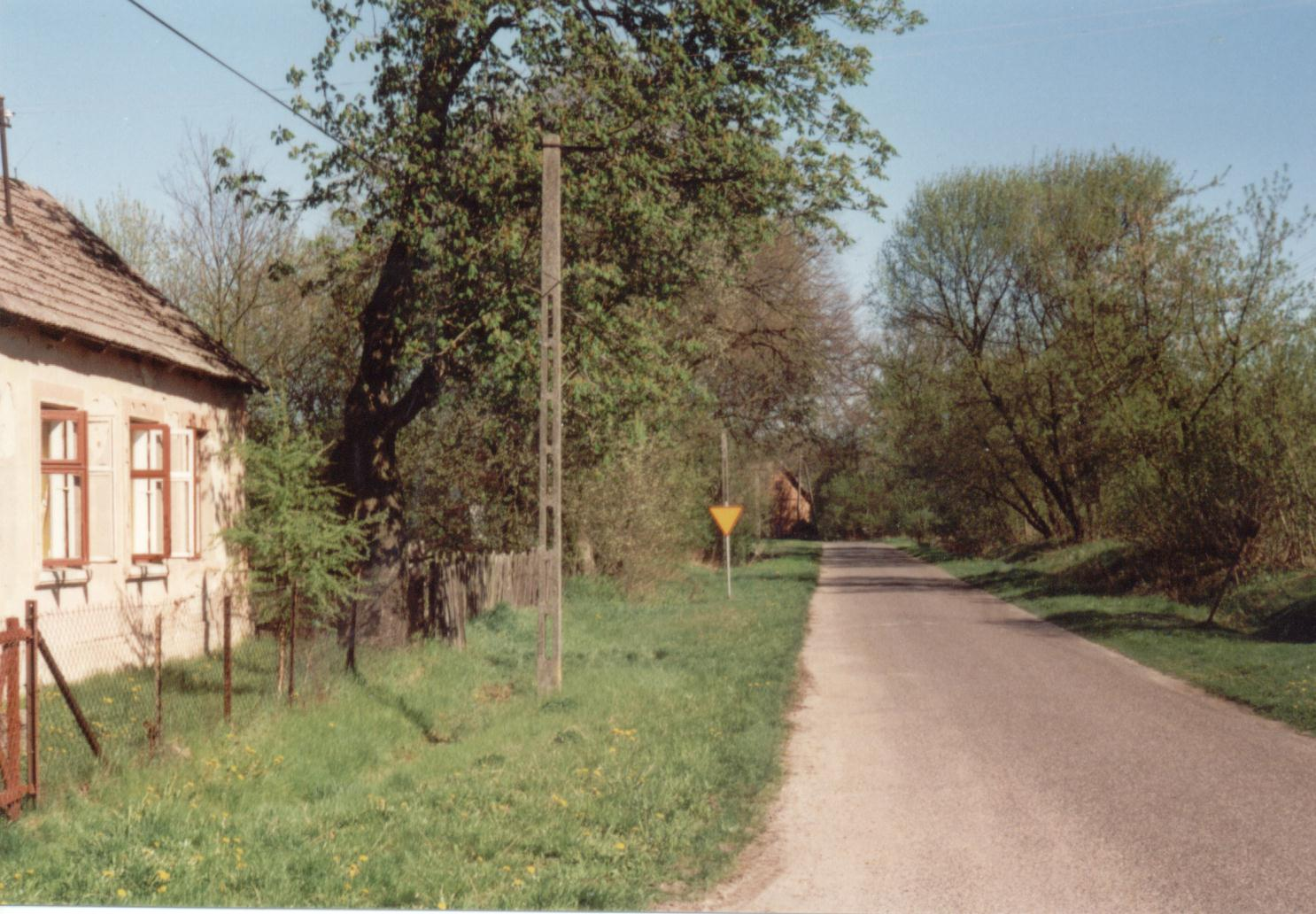
Route dans Raducz

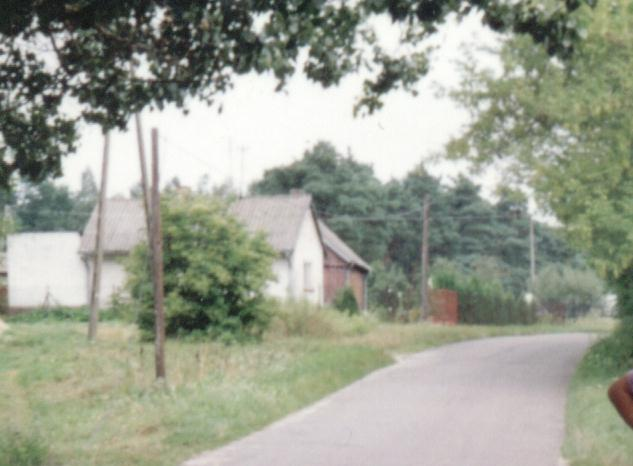
Maisons de Raducz